# Alphons Orie
Alphonsus Orie född 23 november 1947 i Groningen, Nederländerna, är en nederländsk tidigare advokat och numera domare i Internationella krigsförbrytartribunalen för det forna Jugoslavien i Haag.
Bland de kända fallen som Alphons Orie jobbat med gäller bland annat Milan Babić, Momčilo Krajišnik, Ramush Haradinaj och Ante Gotovina.
Han är nu aktuell som domare i rättegångarna mot Ratko Mladić.